# FUNKYダッコNo.1
『FUNKYダッコNo.1』は、1975年（昭和50年）5月10日にキングレコードからリリースされた日本のロックバンド・ハルヲフォン（のちの近田春夫&ハルヲフォン）のシングルである。

## 概要
1972年（昭和47年）に結成されたハルヲフォンのデビューシングルである。タカラ（現・タカラトミー）の「だっこちゃん」の再発売に当たってのタイアップ、企画盤であった。当時のメンバーは、近田春夫、恒田義見、高木英一、小林克己、キャロン・ホーガン、長谷川康之の6人であった。リードヴォーカルはキャロンである。
レコーディングは、ハルヲフォンの初レコーディングで、東京・音羽のキングスタヂオで行われた。冒頭のシャウトはドラムの長谷川（あだ名は「ガンジ」、Charや鳴瀬喜博らのいたバッド・シーンでの活動歴あり）の声であった。
本曲は、アーティストのオリジナルアルバムやベスト盤には未収録であるが、『トイキャラポップ・コレクション VOL.1 <ヒーロー&ヒット篇>』（2017年3月22日発売、ソリッドレコード）などの各種コンピレーション/オムニバス盤に収録され、既にCD化されている。

## 収録曲
1. FUNKYダッコNo.1
  - 作詞石原信一、作曲近田春夫
2. MORE FUNKYダッコNo.1
  - 作曲近田春夫

## 註
1. 1 2  恒田義見の公式ブログ「ROCK'N ROLL MY WAY」内の「ハルヲフォン誕生」（2008年12月14日付）の記述を参照。
2. 1 2  “Rock'n Roll My Way ⑦ ハルヲフォン２ - 鼓曲萬来”. goo blog. 2024年9月30日閲覧。
3. ↑  #外部リンクの『ディスコ歌謡コレクション＊キング編』（2001年11月25日発売、Pヴァインレコード）のリンク先、および、『ニューロックの夜明け 番外編9 キング・ニューロック・シングル集 ファンキー・ダッコNo.1』（1999年4月25日発売、Pヴァインレコード）の項の記述を参照。

『渡邊祐の発掘王～FUJIYAMA-FUNKY編』（1990年07月21日発売、キングレコード）。